# Повстання кримських татар (1918)
Повста́ння кри́мських тата́р 1918 ро́ку — організований масовий збройний виступ кримських татар проти окупаційної більшовицької влади у Криму у квітні 1918 року.

## Причини та передумови повстання
На початку 1918 року більшовики, опираючись на матросів Чорноморського флоту, захопили владу в Криму. Їм протистояла Рада народних представників Таврійської губернії (своєрідний тимчасовий уряд у Сімферополі) та сили Директорії Кримської народної республіки. Разом вони мали 5–6 тисяч військових, тоді як у більшовиків було 20–25 тисяч солдат. Маючи перевагу у кількості, більшовики протягом двох тижнів розгромили об'єднані сили Ради і Директорії, у тому числі — Кримський ескадронний полк, який складався із кримських татар. Частина ескадронців — загинула у боях, частину — більшовики вбили і репресували; однак, значна кількість — переховувалася у Кримських горах.
Кримські татари, як і німці-колоністи, фактично не визнавали радянську владу, укриваючи у своїх поселеннях ескадронців і готуючись до повстання. Ще у лютому 1918 року в президію Сімферопольської ради кинули бомбу. У березні в готелі дезертири застрелили начальника сімферопольського штабу Червоної армії Хацька. 17 квітня на базарі Сімферополя убили міського комісара продовольства Глазьєва (Глазова). Були жертви і рангом нижче. У зверненні севастопольського Військово-революційного комітету (ВРК) стверджувалося, що «Севастополь — в небезпеці!», що не тільки Севастополю, але й усьому Криму загрожує «військова диктатура татар», що скрізь «шастають таємні агенти Ради і татарського штабу». Закликаючи боротися з повстанням татар, ВРК заявляв:

| «Вороги народу малюють події в Севастополі в такому вигляді, щоб направити на нас татарський народ. Вони зображують севастопольських матросів розбійниками, які загрожують життю і спокою всього Криму. Наелектризовані злісною агітацією, темні татари-ескадронці поводяться в Сімферополі, Ялті та інших містах, як завойовники. На вулицях там нерідко відбуваються побиття нагаями, як при царському режимі. Ескадронці в Сімферополі проїжджають по тротуарах, витісняючи натовп кіньми, як царські жандарми, підслуховують, оглядають кожного перехожого. Найгіршими часами самодержавства загрожує нам військова диктатура татар, що вводиться за згодою Центральної Ради». Оригінальний текст (рос.) «Враги народа рисуют события в Севастополе в таком виде, чтобы направить на нас татарский народ. Они изображают севастопольских матросов разбойниками, угрожающими жизни и спокойствию всего Крыма. Наэлектризованные злостной агитацией, темные татары-эскадронцы ведут себя в Симферополе, Ялте и других городах, как завоеватели. На улицах там нередко происходят избиения нагайками, как при царском режиме. Эскадронцы в Симферополе проезжают по тротуарам, тесня толпу лошадьми, как царские жандармы, подслушивают, оглядывают каждого прохожего. Худшими временами самодержавия грозит нам военная диктатура татар, вводимая с согласия центральной рады». |
| |

Поштовхом до повстання став наступ з півночі півострова об'єднаних україно-німецьких військ. Ще 10 квітня більшовики розпочали евакуацію з Перекопу пошти, казначейства та цивільного населення, а 15 квітня — вивезення зерна з Армянська. Цього ж дня більшовицький уряд Тавриди ухвалив рішення про реорганізацію армії. Підполковник Микола Кришевський, що тоді переховувався у Керчі, згадував:

| «Підходила весна. І разом з подихом теплого вітерцю, разом з моментом воскресіння природи до Керчі докотилася спочатку боязка, а потім вже більш впевнена чутка, що на Крим рухаються українці та німці. Чутки ці спочатку ретельно приховувалися, але нарешті з'явилися відозви та накази на червоному папері, де говорилося, що «українсько-німецькі банди» простягають свої «хижі руки» до Криму, і що весь пролетаріат Криму і матроси встануть, як один, і знищать зухвалого ворога, «посіпак капіталу і чорної реакції»... З'явилися реляції про гучні перемоги, проте стала помітною тривога». Оригінальний текст (рос.) «Подходила весна. И вместе с дуновением теплого ветерка, вместе с моментом воскресения природы до Керчи докатился сначала робкий, а потом уже более уверенный слух, что на Крым двигаются украинцы и немцы. Слухи эти сначала тщательно скрывались, но наконец появились воззвания и приказы на красной бумаге, где говорилось, что «украино-немецкие банды» протягивают свои «хищные руки» к Крыму и что весь пролетариат Крыма и матросы встанут, как один, и уничтожат дерзкого врага, «прихвостней капитала и черной реакции»... Появились реляции о громких победах, однако стала заметна тревога...». |
| |

Підготовка до повстання розпочалася за 15–20 днів до падіння більшовицької влади. Поручик Мухтар Хайретдінов, що разом із однодумцями переховувався у селі Кючук-Озен (нині — Малорічінське), розгорнув антирадянську агітацію. Пізніше він згадував:
|  | Населення потроху стало приходити до тями та організовуватися... Щодо народу, то він не забув завданої йому кривди і жадав помсти. |

Майбутні повстанці вели роботу серед жителів сіл Південного узбережжя, намагаючись залучити на свій бік також і російських офіцерів. Встановили контакти і з кількома великими містами. Штабсротмістр Селім Муфті-заде, що тимчасово виконував роль військового провідника, пропонував якнайшвидше зайняти Сімферополь, але Хайретдінов переконав його не виступати до моменту німецького вторгнення.

## Квітневе повстання

### Південний схід
Першим повстав південний схід Криму. Вже 18 квітня кримці сіл Капсихор (нині — Морське) та Кутлак (нині — Веселе) в районі Судака розгромили невеличкий загін матросів, що рухався з Ялти до Феодосії. Наступного дня у самій Феодосії підняли повстання спілки робітників-металістів та ветеранів Першої світової війни. Повсталі швидко захопили ключові позиції у місті та роззброїли місцеву Червону гвардію. Однак, матроси з есмінців «Фідонісі», «Пронзітєльний» та «Звонкій», за підтримки корабельної артилерії, протягом другої половини дня захопили місто. Бої розгорнулися навіть у картинній галереї Івана Айвазовського. Повстанців добивали вже по квартирах. Того ж дня влада у місті перейшла від міської ради до рук щойно створеного надзвичайного органу влади — Ради п'яти. З 20 квітня феодосійські більшовики почали формувати та розсилати загони для боротьби із повстанцями поза містом.

### Південне узбережжя
Успішніше йшли справи на Південному узбережжі Криму. Вцілілі після червоного терору ескадронці та російські офіцери, що переховувалися у горах, спускалися у населені пункти і очолювали виступи жителів. Протягом 19–21 квітня кримські татари захопили Алушту, Гурзуф та села Кючук-Озен, Корбекуль (нині — Ізобільне), Шума (Верхня Кутузовка), Демірджі (Лучисте), Бююк-Ламбат (Малий Маяк), Кизилташ (Краснокам'янка), Коуш (Шовковичне, нині не існує), Улу-Сала (Синапне), Шури (Кудрине). Пізніше кримськотатарська влада поширилася на деякі міста Східного Криму. Центром повстання стала Алушта, захоплена 21 квітня. На під'їзді до міста повстанці захопили і радянський уряд Криму.
У ніч з 21 на 22 квітня у Алушті створили повстанський штаб, який очолив Муфті-заде. Зранку він віддав наказ наступати на Ялту. Повстанський загін (70–80 ескадронців та певна кількість жителів навколишніх сіл) протягом дня захопив узбережжя аж до Нікіти, але далі не пройшов.
У самій Ялті, тим часом, укріпився загін з колишніх місцевих політв'язнів на чолі з Борисом Жаданівським (150 осіб); прибулий з-під Перекопу загін одеських анархістів Макара Чіжикова, колишнього коменданта Очакова (350 осіб); та місцеві червоногвардійці матроса Івана Басова (200 осіб). Загалом — біля 700 бійців. О 3 годині ранку 23 квітня до Ялти прибув з Севастополя міноносець «Гаджибей» з боєприпасами та десантом.
На світанку 23 квітня на околицях Ялти, біля Нікіти, севастопольські матроси та ялтинські червоногвардійці кулеметним вогнем зупинили і розсіяли кримськотатарські сили. Бійці Жаданівського залишилися у місті, підрозділи Чіжикова і Басова повели наступ на базу повстанців в Алушті. Вранці 24 квітня більшовики захопили місто штурмом. Відступаючи, повстанці прихопили із собою членів уряду Республіки Тавриди та у трьох кілометрах на північ від міста — розстріляли.
У наступні два дні — південним узбережжям прокотилася нова хвиля червоного терору.

### Схід
24 квітня на сході Криму розпочалася нова хвиля повстання. Бійці Селянської спілки у Феодосійському повіті, за підтримки німців-колоністів та вцілілих після червоного терору офіцерів, вигнали більшовиків із сіл навколо Владиславівки і рушили на Феодосію. Також повстанці розігнали або вбили членів ревкомів у селах Аблеш (нині — Пруди), Андріївка (нині — Желябовка) і Цюрихталь (нині — Золоте Поле). Повстанців у Таракташі (нині — Дачне) очолив колишній волосний старшина, а на той момент — депутат Феодосійської земського зібрання Сеїт-Алі Карабіберов. Кримськотатарські загони на чолі з ним 24 квітня захопили Судак — сотня місцевих червоногвардійців здала місто без спротиву. 27 квітня — місто відвоював загін Макара Чіжикова з трьох сотень бійців, що рухався після придушення повстання в Алушті до Феодосії.
Отже, на відміну від Південного узбережжя, антибільшовицьке повстання у Східному Криму не було придушене. До кінця квітня у руках більшовиків залишалася лише Феодосія з вузькою береговою смугою та Керченський півострів. На решті території встановлювалися різні повстанські влади, які утрималися до приходу лояльних до кримських татар україно-німецьких військ.

## Наслідки
Повстання допомогло об'єднаним україно-німецьким силам, що наступали на Крим з півночі. Більшовики були змушені знімати загони з передової та перекидати їх на придушення повстань, чим послабили північні кордони.

### Основні
- Громенко С. В. Забута перемога. Кримська операція Петра Болбочана 1918 року. — К.: К. І. С., 2018. — 266 с.
- Кришевский Н. В Крыму (1916—1918 гг.) // Архив Русской Революции. — М., 1992. — Т. 13. — С. 71-124. (Вперше опубліковано: Архив русской революции. — Берлин, 1924. — Т. 13.)
- Огін С. За підтримки кримських татар у квітні 1918 року Крим звільнили від більшовиків — Сергій Громенко // QHA Агентство «Кримські новини». — 2018. — 24 квітня.
- Пученков А. С. Украина и Крым в 1918 — начале 1919 года. Очерки политической истории. — СПб.: Нестор-История, 2013. — 340 с. — ISBN 978-5-4469-0092-3 — 500 прим.
- Революціонная Евпаторія: Известия Евпаторийского Совета рабочих, солдатских и крестьянских депутатов. — 1918. — 13 січня.

### Додаткові
- Бикова Т. Створення Кримської АСРР (1917—1921 рр.) — К., 2011. — 247 с.
- Бунегин М. Революция и Гражданская война в Крыму (1917—1920). — Симферополь: Крымгосиздат, 1927. — 336 с.
- Зарубин А. Зарубин В. Без победителей: Из истории Гражданской войны в Крыму. — 2-е изд., испр. и доп. — Симферополь: Антиква, 2008. — 728 с.
- История Гражданской войны в СССР. В 5 т. — Т. 3. Упрочение советской власти. Начало иностранной военной интервенции и гражданской войны. (Ноябрь 1917 г.-март 1919 г.)/ Ред. комиссия тома: Найда С. Ф., Обичкин Г. Д., Петров Ю. П., Стручков А. А., Шатагин Н. И.— М.: Госполитиздат, 1958. — 678 с. — 50 000 прим.
- Надинский П. Очерки по истории Крыма. — Ч. 2. Крым в период Великой Октябрьской социалистической революции, иностранной интервенции и гражданской войны (1917—1920 гг.). — Симферополь: Крымиздат, 1957. — 303 с.
- Рудько С. Кримська операція військ Центральної ради / Наукові записки Національного університету «Острозька академія»: Історичні науки. — 2011. — Вип. 17. — С. 134—148.
- Тинченко Я. Независимый татарский Крым // Киевские ведомости. — 2003. — № 143(2948).
- Хроника революционных событий в Крыму (1917—1920) / сост.: И. Кондранов и В. Широков. — Симферополь: Крым, 1969. — 190 с.